# 喬爾瑙

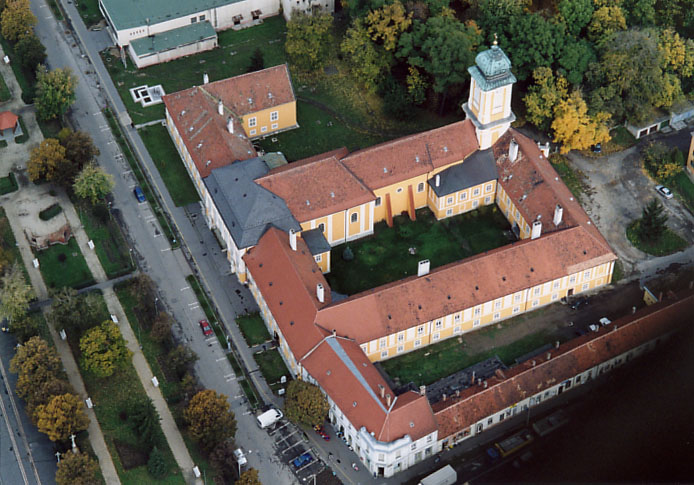

喬爾瑙是匈牙利的城鎮，位於該國西北部，距離首府傑爾30公里，由傑爾-莫松-肖普朗州負責管轄，面積91.73平方公里，2011年人口10,585，其中約八成居民信奉天主教。

## 友好城市
- 荷蘭修門
- 德国辛钦格
- 羅馬尼亞上倫卡

## 外部連結
- Csorna website（页面存档备份，存于）